# Eken på E4
Eken på E4 var en stor ek mitt emellan E4:ans bägge körbanor strax norr om Björklinge.
När E4:an fick sin nya sträckning valde man att spara eken för att inte sträckan mellan Uppsala och Mehedeby skulle bli för tråkig. Eken var belyst nattetid. Trafikverket drog ledningar under marken för att säkerställa att Eken fick tillräckligt med vatten. Ove Ekman ledde projekteringen av E4:an och var den som kom på idén med att bredda området mellan körbanorna och på så sätt kunna spara eken.
Eken hade tiotusentals incheckningar på Facebook under olika namn som ”Trädet vid E4an”, ”Supereken”, ”Det vackra trädet” eller ”Det där jävla Trädet vid E4:an vi alla tjatar om”.

## Händelser
Natten mot lördagen den 3 september 2016 började eken brinna. Polisen misstänkte att branden var anlagd. 
Den 7 september 2019 sågades eken ner av säkerhetsskäl.